# Salamjaya
Salamjaya is een bestuurslaag in het regentschap Subang van de provincie West-Java, Indonesië. Salamjaya telt 12.505 inwoners (volkstelling 2010).